# Gare du boulevard Masséna

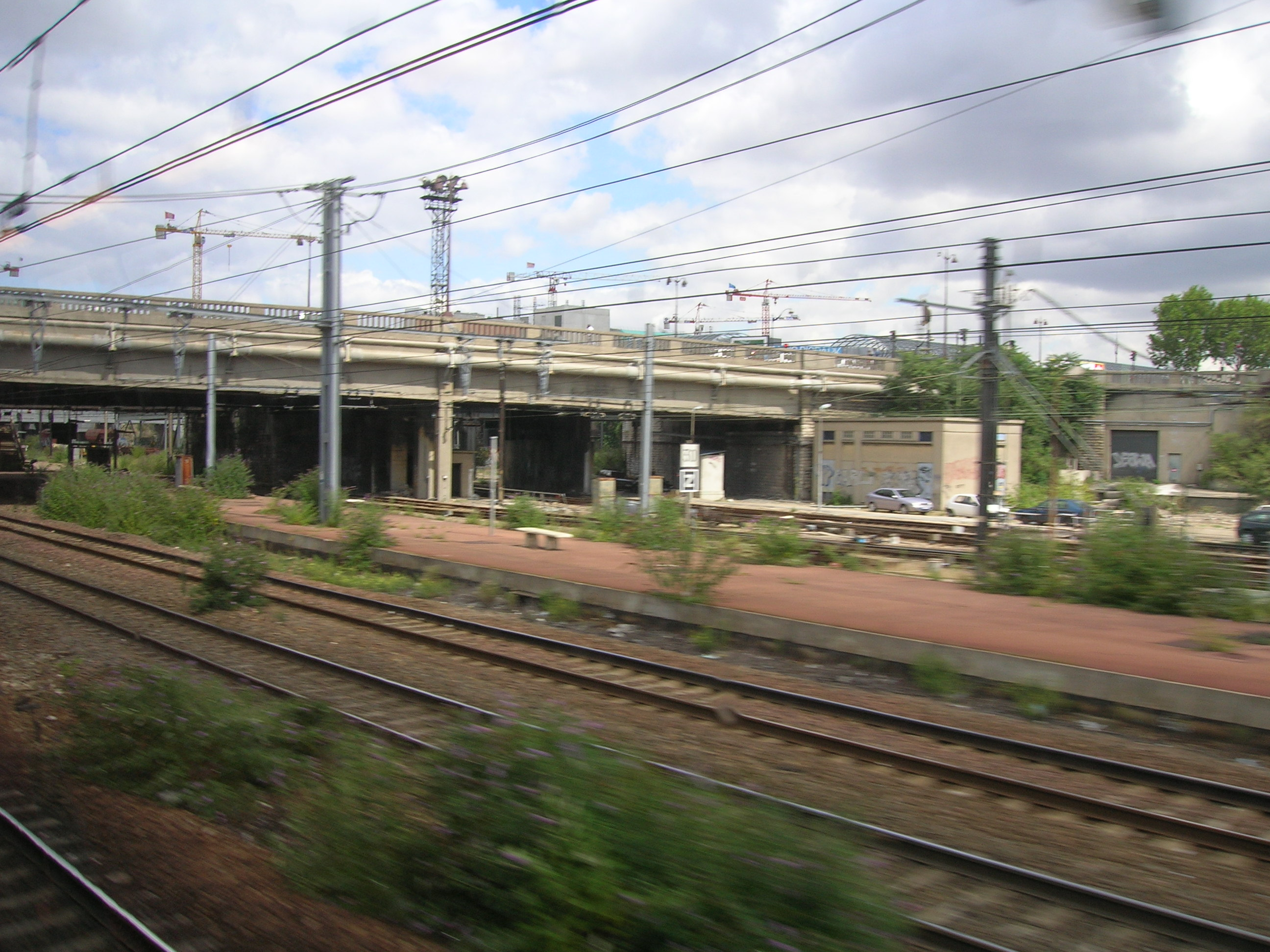
Areál bývalého nádraží

Gare du boulevard Masséna (česky Nádraží na boulevardu Masséna) je zrušená železniční stanice v Paříži. Nachází se ve 13. obvodu na průsečíku kolejí ze Slavkovského nádraží a boulevardu Masséna, po kterém nese své jméno. Nádraží bylo v provozu v letech 1840–2000. V roce 2009 budovu získalo město Paříž, které zde zamýšlí vybudovat kulturní centrum.

## Historie
Nádraží bylo otevřeno 20. září 1840 v rámci zprovoznění prvního úseku trati Paříž - Orléans. Po otevření trati Petite Ceinture zde byl přestup mezi oběma tratěmi a nádraží získalo název Orléans-Ceinture. Nádraží bylo uzavřeno 3. prosince 2000, neboť se nacházelo pouhých 300 m od nově otevřeného nádraží Bibliothèque François Mitterrand.
Zatímco koleje byly ponechány v provozuschopném stavu pro případ obnovení dopravy, samotná nádražní budova zpustla.
Lávka u nádraží stržená v roce 2004 se objevila v roce 1967 ve scéně z filmu Samuraj s Alainem Delonem.
V roce 2009 město Paříž odkoupilo nádraží od SNCF, aby ho přeměnilo na místo určené pouličnímu umění, cirkusu a loutkovému divadlu.